# Sacavém (Intramuros)
Sacavém (Intra-Muros) foi uma extinta freguesia do concelho de Lisboa. Existiu durante pouco mais de nove anos (22 de Julho de 1886 a 26 de Setembro de 1895) e contava, segundo o censo realizado em 1890, com 349 fogos e 1524 habitantes (884 homens e 640 mulheres).

## Antecedentes
Entre 1885 e 1886 o governo procedeu a uma profunda reforma na organização do espaço de Lisboa e dos concelhos limítrofes, tendo em vista aumentar as receitas fiscais do município da capital através do aumento da sua área geográfica, que desta forma mais que quadruplicou a sua superfície inicial; todos os produtos entrados e saídos da cidade eram sujeitos ao imposto de consumo e ao chamado real de água.
Assim, o governo legislou no sentido de fazer coincidir os limites do concelho com a nova Estrada da Circunvalação de Lisboa, que então se encontrava em construção, e que partiria de Algés, a ocidente da cidade, até alcançar Sacavém, a nordeste.
Por carta de lei de 18 de Julho de 1885, o governo (então presidido pelo regenerador Fontes Pereira de Melo) suprimiu o concelho de Belém, e incorporou a maior parte do território das freguesias que o constituíam no concelho de Lisboa (se as mesmas se encontravam aquém da Estrada da Circunvalação), integrando nos concelhos limítrofes, as partes que ficavam fora da referida Estrada – assim, por exemplo, a freguesia de Benfica ficou repartida entre a de Benfica (Intra-Muros), pertencente à cidade de Lisboa, e a de Benfica (Extra-Muros), que foi integrada no concelho de Oeiras (a qual, anos mais tarde, dará origem à freguesia da Amadora); por seu turno, as partes das freguesias do Lumiar e de Carnide situadas a norte da Estrada da Circunvalação não deram lugar à constituição de duas novas freguesias (Intra e Extra-Muros), mas ao invés foram anexadas à freguesia de Odivelas, que passou a ser oficialmente designada (até Julho de 2001) como Odivelas (Lumiar e Carnide); de igual forma sucedeu com parte da freguesia da Ameixoeira, cuja parte a norte da linha da circunvalação foi anexada à freguesia da Póvoa de Santo Adrião, a qual se designava, nos primeiros anos do século XX, como Póvoa de Santo Adrião (e Ameixoeira).
Visto que a Estrada da Circunvalação ainda não tinha sido concluída no troço que ligava Benfica até Sacavém, e o governo (agora presidido pelo progressista José Luciano de Castro) tinha interesse em concluir a nova delimitação da cidade de Lisboa o mais rapidamente possível, emitiu um novo decreto com força de lei em 22 de Julho de 1886 (publicada em 27 do mesmo mês e com entrada em vigor a 1 de Janeiro de 1887), o qual determinava, no seu primeiro artigo, que «O município de Lisboa será limitado desde Algés até Bemfica pela estrada de circumvallação fiscal, e desde Bemfica até Sacavém pela estrada militar ou qualquer variante que nesta se faça para facilitar o serviço fiscal».
Consequentemente, o decreto pôs também fim ao concelho dos Olivais, transferindo a sua sede para a povoação de Loures, e dividindo as suas 22 freguesias entre o concelho de Lisboa e o recém-criado concelho de Loures, consoante a sua situação face, não à Estrada da Circunvalação ainda não terminada, mas sim à Estrada Militar: assim, passaram para o concelho de Lisboa, as freguesias de Beato (Extra-Muros) (reunida com a remanescente para originar uma única freguesia), Camarate (Santiago Maior), Charneca (São Bartolomeu), Ameixoeira (Nossa Senhora da Encarnação), Lumiar (São João Baptista), Olivais (Santa Maria), Campo Grande (Reis Magos) e São Jorge de Arroios (Extra-Muros) (reunida com a remanescente para originar uma única freguesia), e para o de Loures, as de Apelação (Nossa Senhora da Encarnação), Bucelas (Nossa Senhora da Purificação), Fanhões (São Saturnino), Frielas (São Julião), Loures (Santa Maria), Lousa (São Pedro), Póvoa (Santo Adrião), Talha (São João Baptista), Tojal (Santo Antão), Tojalinho (São Julião) e Unhos (São Silvestre), tendo ainda transferido a de Santo Estêvão das Galés para o município de Mafra, e a de Vialonga para o de Vila Franca de Xira.

## Criação da freguesia
Quanto à freguesia de Sacavém, a Estrada Militar, no troço entre o Forte D. Carlos I (na Ameixoeira) e o Forte do Monte Sintra, (em Sacavém), dividia-a efectivamente em duas (actualmente, a referida Estrada divide-se em várias ruas e avenidas sequenciais, que constituem o principal eixo, no sentido este-oeste, da actual freguesia: Avenida de São José, Rua Padre Filinto Ramalho, Rua Salvador Allende e Rua de São João das Areias, as quais ainda hoje dividem a freguesia entre Sacavém de Cima e Sacavém de Baixo, em função da sua posição altimétrica relativa).
Desta forma, pelo já citado decreto com força de lei de 22 de Julho de 1886, foram criadas as duas freguesias de Sacavém (Intra-Muros) e Sacavém (Extra-Muros), ficando a primeira a pertencer ao concelho de Lisboa, e a segunda ao concelho de Loures.

## História
O território aquém da Estrada Militar abarcava a maior parte do território da actual freguesia (contando ainda com os territórios das actuais freguesias do Prior Velho, Portela de Sacavém e parte de Moscavide, apenas desanexados no decorrer do século XX), deixando como remanescente apenas uma estreita faixa de terreno a norte da dita Estrada, limitada contra o rio Trancão. O seu núcleo urbano centrava-se em torno do terreiro da Saúde, onde se localiza a capela de Nossa Senhora da Saúde e Santo André, com a rua direita da povoação, ligando-a à sede paroquial na igreja de Nossa Senhora da Vitória, possuindo ainda no seu arredor a famosa Real Fábrica de Loiça de Sacavém, de que era então proprietário o 1.º Barão de Howorth de Sacavém, John Stott Howorth.
A freguesia assim criada ficou então integrada no 1.º Bairo de Lisboa, juntamente com as dos Anjos, Beato António, Olivais, Santa Cruz do Castelo, Santa Engrácia, Santo André da Graça, Santo Estêvão, São Cristóvão e São Lourenço, São Miguel, Santiago, São Vicente de Fora, Sé e a anexa de São João da Praça e Socorro. Com os seus 349 fogos e 1524 habitantes, era a freguesia menos povoada do 1.º bairro, e no cômputo geral da cidade de Lisboa, ficava apenas atrás de algumas freguesias do 3.º bairro, todas no aro exterior da cidade, e que também haviam sido integradas no concelho entre 1885 e 1886: a Ameixoeira (com apenas 78 fogos e 342 habitantes), Camarate (com 162 fogos e 779 habitantes), a Charneca (com 255 fogos e 1144 habitantes) e Carnide (que embora contasse menos fogos – 337 – tinha um coeficiente populacional superior – 1734 habitantes).

## Extinção
Foi de curta existência, no entanto, esta freguesia de Lisboa. A extensão da cidade tão para norte, incluindo Camarate e Sacavém (Intra-Muros), tornava-se incomportável (designadamente, ao nível do aumento de despesa com o pessoal da fiscalização dos limites e cobradores de impostos) e assim, passados pouco mais de nove anos, por decreto de 26 de Setembro de 1895, o governo do regenerador Hintze Ribeiro deliberou que as freguesias de Sacavém (Intra-Muros) e de Camarate fossem desanexadas do concelho de Lisboa e integradas no vizinho de Loures; no caso de Sacavém, foi reunida à freguesia Extra-Muros numa única freguesia cuja denominação passou a ser Sacavém (Nossa Senhora da Purificação).
O limite entre os concelhos de Loures e Lisboa deixava de se fazer pela Estrada Militar para se passar a fazer pela Estrada da Circunvalação, a qual viria a ser concluída em 1903, e que, a partir da Ameixoeira, passava pela Charneca (junto ao Campo das Amoreiras, próximo da fronteira com Camarate, onde ainda hoje subsiste a Casa do Guarda), Quinta do Pisa-Pimenta, Encarnação, Quinta do Cabeço e Apeadeiro de Moscavide. Foi a última alteração de grande vulto aos limites urbanos da cidade de Lisboa, com uma perda aproximada de quinze hectares.